# Culture du Haut-Altaï

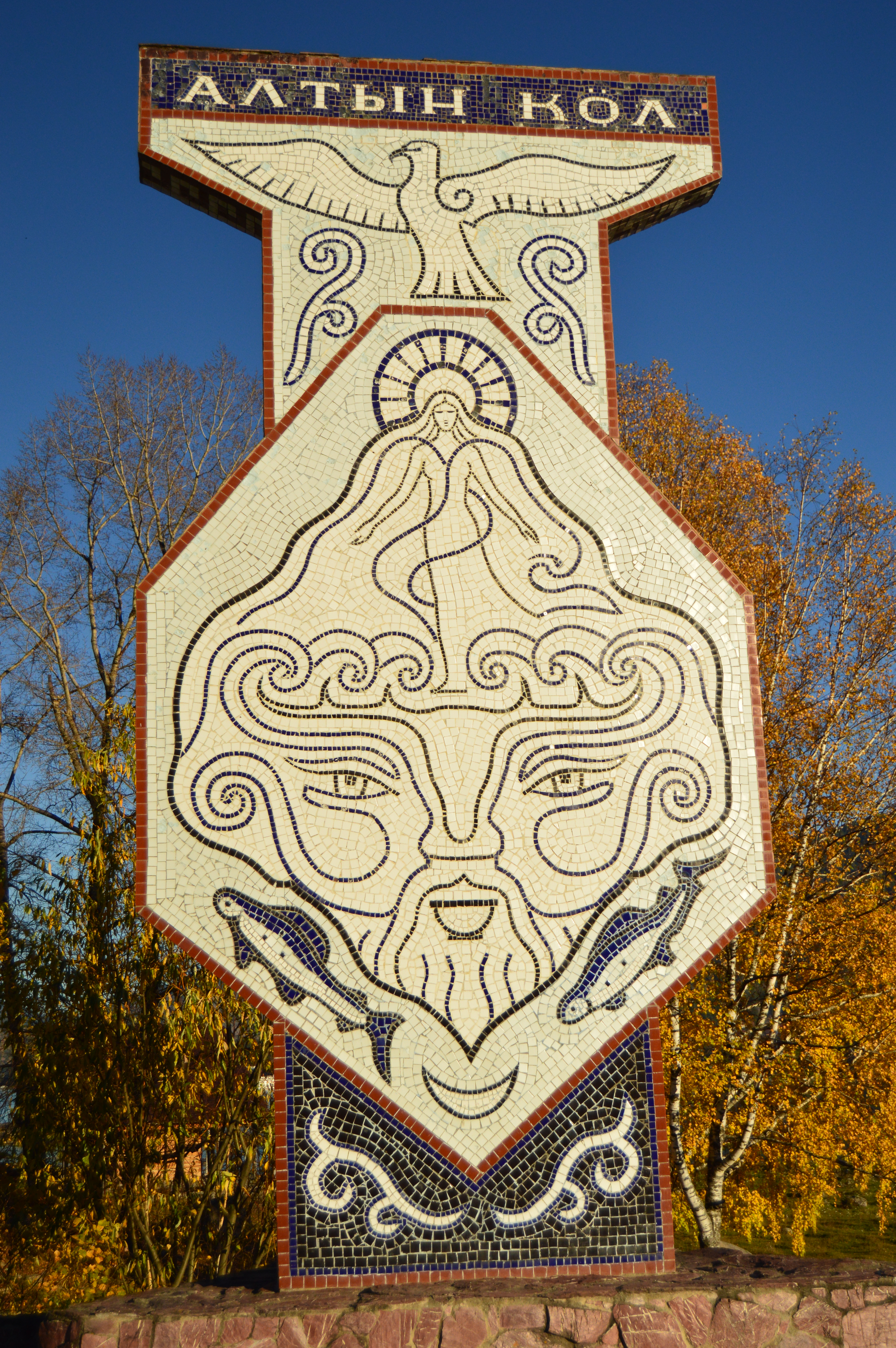
Stèle en pierre représentant l'emblème du lac Teletskoïe à Artybach.

La culture du Haut-Altaï, aujourd'hui la république de l'Altaï forme une synthèse des différentes cultures, altaïennes, mongoles, kazakhe et russes principalement, ayant baigné le monde. Les reliefs naturels, avec le système montagneux de l'Altaï, ont joué un rôle important dans l'établissement du panorama culturel altaïen, entre échanges et confinement.
L'histoire du Haut-Altaï a marqué cette diversité d'origines, par les différents peuples ayant habité le pays. Probablement peuplée par des peuples paléo-Sibériens au Paléolithique supérieur, les Scythes s'y établissent dès le VIIIe siècle av. J.-C., créant la culture Pazyryk, avant que des peuples mongols conquièrent les montagnes au XIIIe siècle. Ces origines diverses se traduisent encore au début du XXIe siècle par la mythologie altaïenne, les croyances populaires, et la langue altaï. À partir de la fin du XIIIe siècle, elle devient dans le giron chinois au travers de la dynastie Yuan, incorporant de nombreux éléments.
Le système de clans a constitué la base de la société jusqu'à la fin du XIXe siècle. L'adhésion de l'Altaï à l'Empire russe a lieu en 1756, lorsque les zaïsans, les chefs de clans, demandent à Catherine II l'accession alors qu'aux frontières sud du Haut-Altaï, la guerre Dzoungar-Qing a entraîné le génocide des Dzoungars, la dynastie Qing menaçant désormais le Haut-Altaï. Profitant de leur adhésion volontaire, les Oïrats jouissent d'un haut niveau d'autonomie, exemptés de toute conscription, gardant leurs assemblées claniques et bénéficiant de la liberté de culte. Au XIXe siècle, les premiers missionnaires russes arrivent sur le territoire, tandis que les premières mines sont ouvertes. La capitale Oulala est fondée au début de ce siècle, et se développe, devenant la vitrine du territoire.
C'est à cette époque, où la culture altaïenne traditionnelle reçut un apport considérable de la culture russe, et plus largement occidentale, que les écrivains russs chantent leur amour pour le territoire, souvent après un séjour, tels que George Grebenstchikoff, Viatcheslav Chichkov. Pendant l'époque soviétique, elle est mise en lumière par Nicolas Roerich qui la peint, tandis que Sergueï Zalyguine la décrit dans Les Chemins de l'Altaï. Vassili Choukchine rend lui hommage à la terre dans À bâtons rompus. Son folklore inspire les artistes du territoire, tel que Tchaltchik Tchounijekov et ses poèmes ou Chatre Tchatinov.
La fin du XXe siècle et le début du XXIe siècle sont marquées par un regain d'intérêt important au sein du territoire pour sa culture. L'apprentissage de la langue altaï devient de plus en plus important, tandis que son patrimoine culturel immatériel est mis au grand jour, au travers de célébrations et fêtes. Les évènements culturels se font plus présents, tandis que ses objets patrimoniaux sont classés pour éviter la destruction, alors que les fouilles archéologiques se multiplient.

## Patrimoine

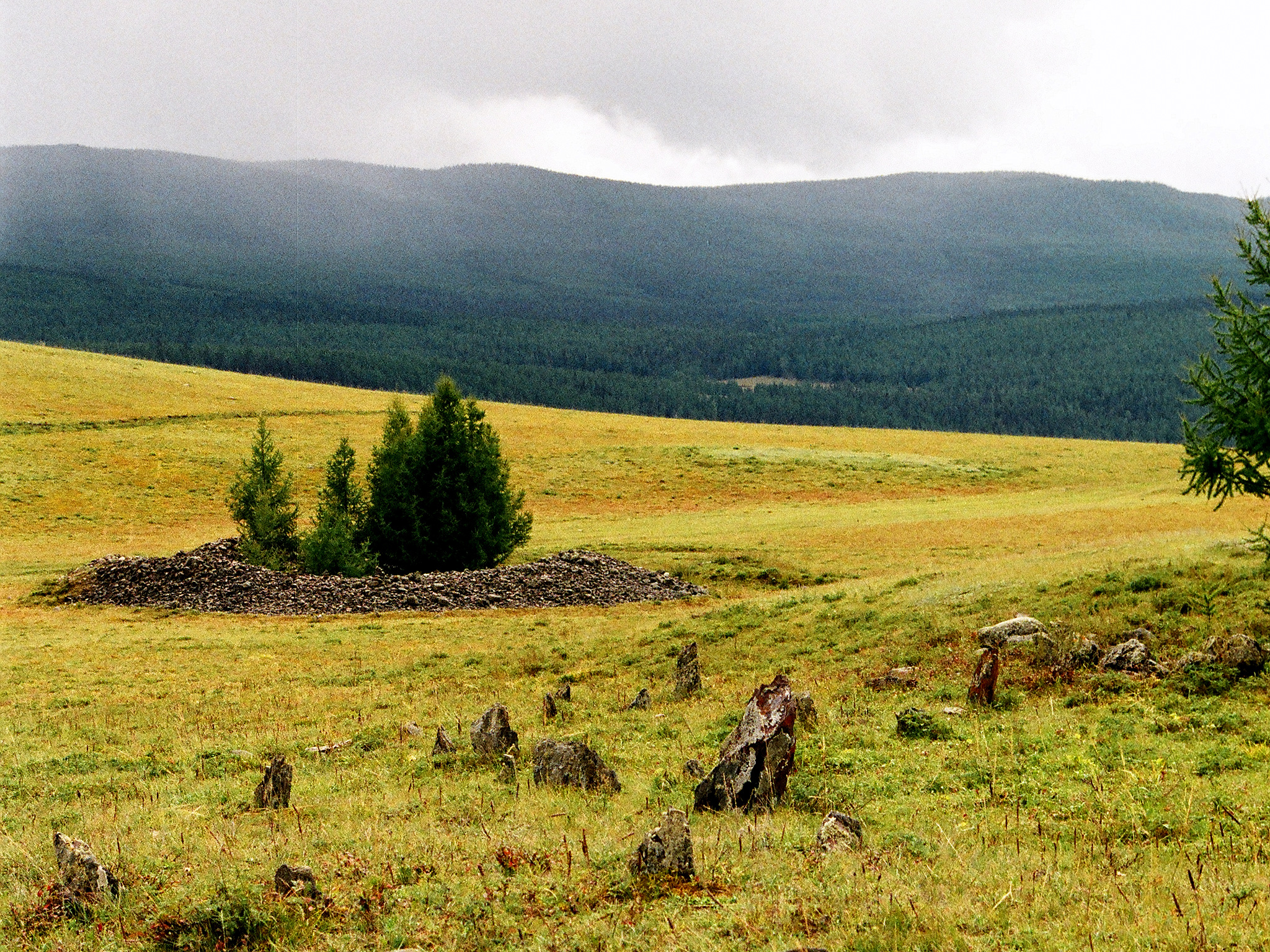
Tumulus pazyryk de l'âge de fer à Balyktouïoul.

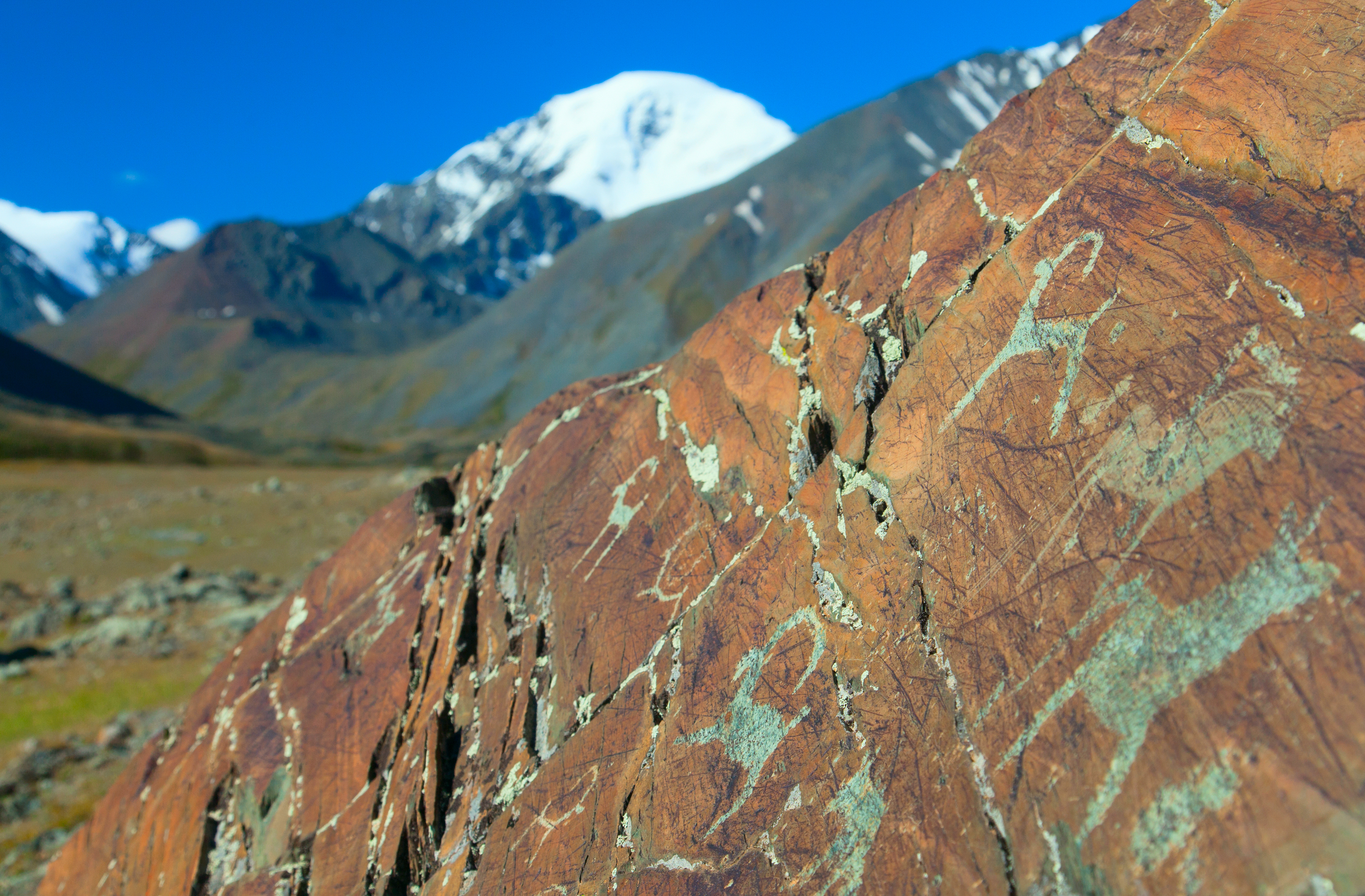
Quelques pétroglyphes de la vallée du Ielangach.

La république de l'Altaï possède aujourd'hui un patrimoine liée à son histoire ancienne. D'après le gouvernement de la république, en 2023, il y a 2 719 sites sont classés comme objets du patrimoine culturel de Russie, répartis entre 118 objets archéologique d'importance fédérale, 118 objets archéologique d'importance fédérale, 168 objets archéologique d'importance fédérale, 1 objets archéologique d'importance fédérale et 2 430 objets identifiés, en attente de classement mais soumis à la protection de l'État.
D'après le schéma d'aménagement du territoire de 2020, au 1er janvier 2018, il y avait dans la république un total de 2 316 objets patrimoniaux culturels, dont 97 objets d'importance fédérale, 188 objets d'importance régionale et 2 031 objets identifiés.

## Symboles

Drapeau de la république de l'Altaï.

Le drapeau de la République de l'Altaï a été promulgué le 3 mars 1993, et il fut créé par un artiste nommé V. Tchoukouïev. Il possède quatre bandes horizontales, une grande blanche en haute, une petite bleue puis une petite blanche au centre et enfin une grande blanche en bas. Les deux couleurs sont tirées de celui de la fédération de Russie. Le bleu représente le ciel, la montagne, et l'hydrographie de la République tandis que le blanc représente l'éternité et l'harmonie entre les peuples de la région.
Pour l'héraldique, il fut promulgué le 6 octobre 1993, et fut fait par un artiste nommé I. Ortonoulov. L'héraldique possède un cercle bleu avec une bande dorée au centre de cette bande circulaire, représentant le ciel de la République. Au sein de ce cercle, on distingue 3 sommets, représentant le Béloukha, et ainsi la terre. Au centre figure le Kan-kerede, un griffon censé garder la paix et symboliser la paix, le bonheur, la nature chez les Altaïens. En bas du cercle se trouvent des lignes bleues qui représentent la Biïa et la Katoun avec leurs affluents principaux respectifs. Au milieu en bas se trouve un trépied, symbolisant le foyer et par extension la patrie. Sous le trépied, des lignes ondulées apparaissent, qui représentent le lac Teletskoïe.